# Russes de Shanghai

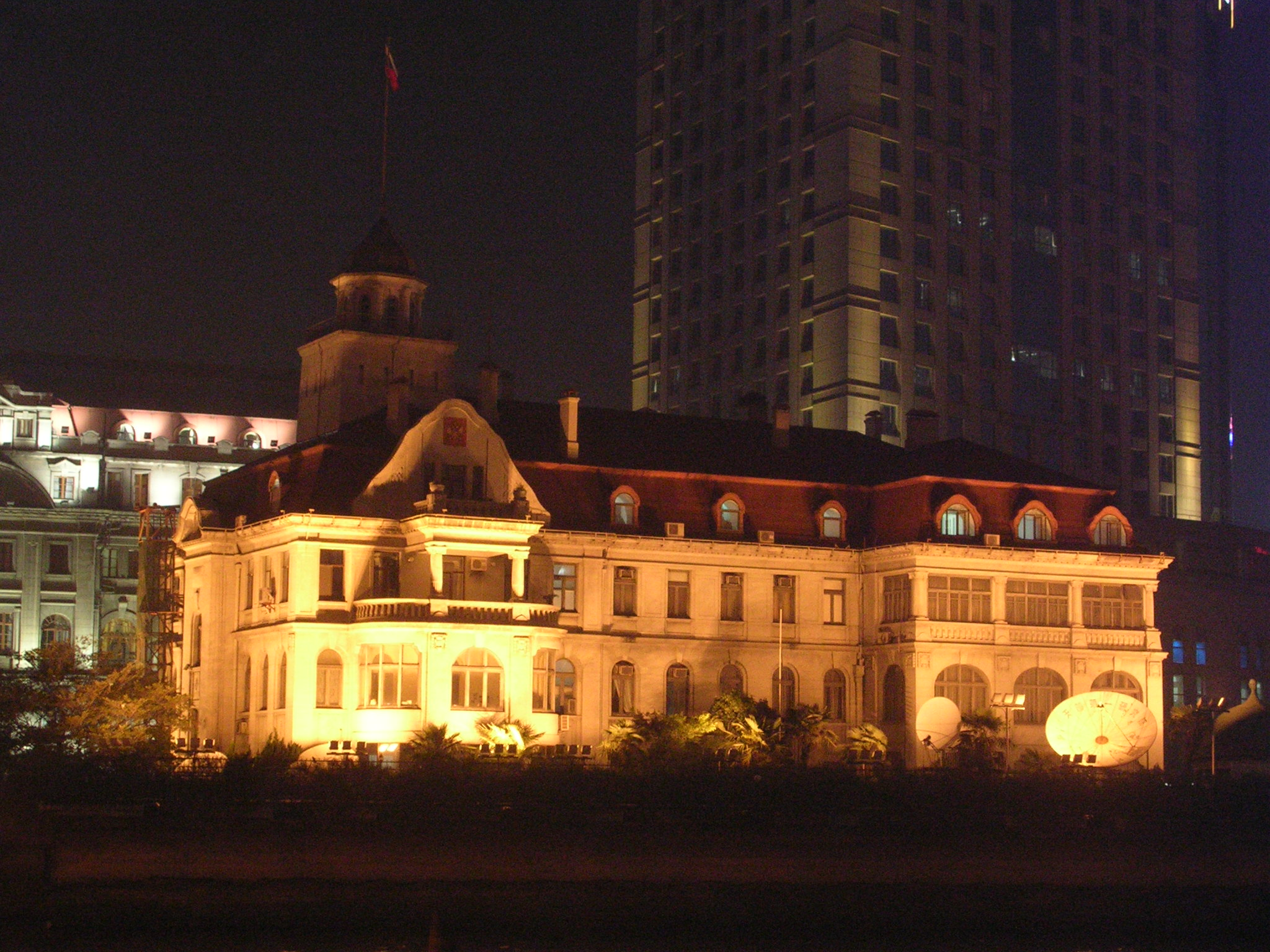
Le consulat russe de Shanghai aujourd'hui.

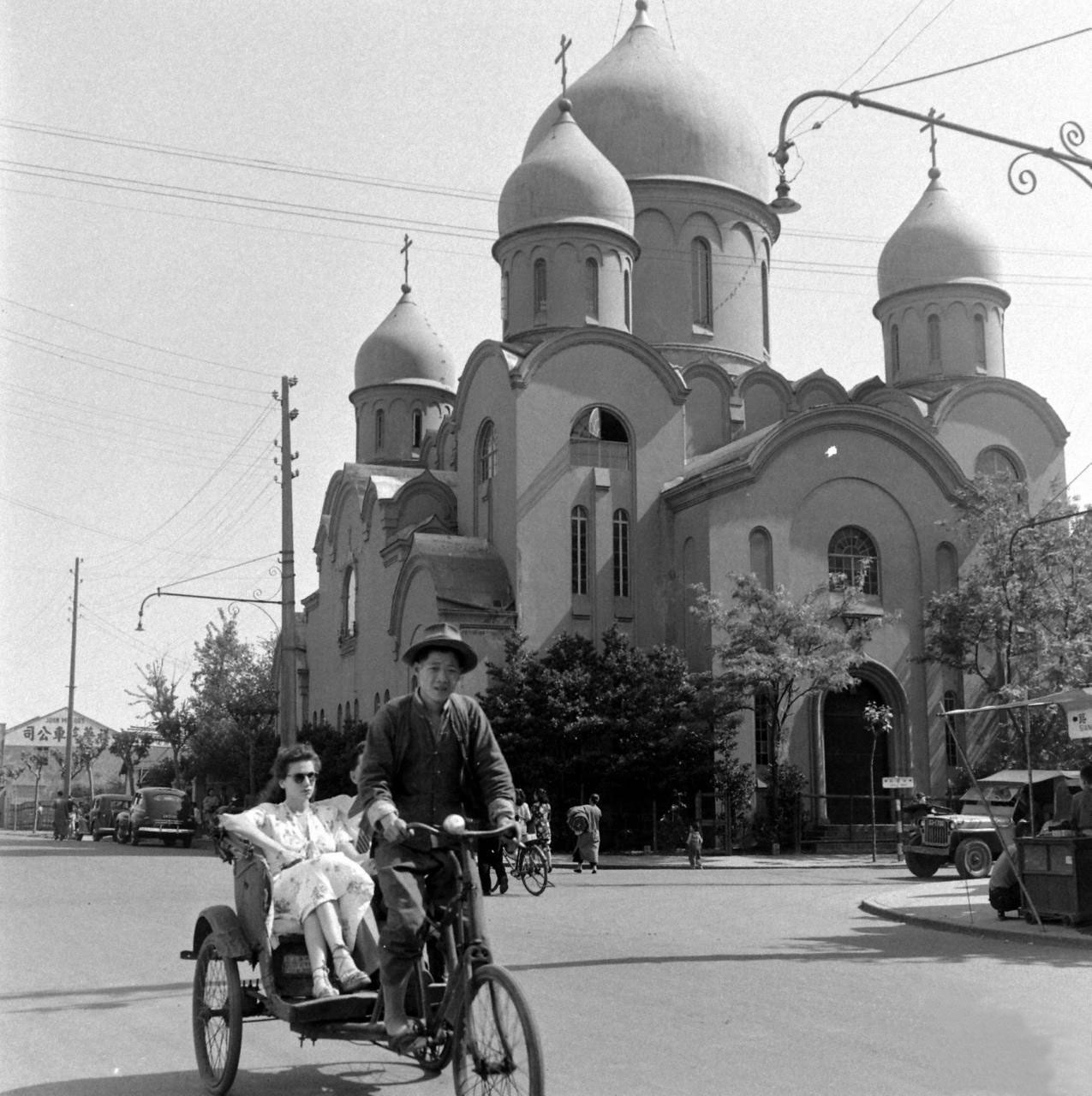
Vue de la cathédrale russe orthodoxe de Shanghai avant 1949.

Les Russes blancs de Shanghai sont un groupe de Russes émigrés arrivant à Shanghai après 1917 et dans les années 1930.
Les Russes de Shanghai, sont une partie importante de la diaspora russe, ils ont prospéré à Shanghai, en Chine, entre les deux guerres mondiales. En 1937, on estimait à 25 000 le nombre de Russes vivant dans la ville ; ils formaient de loin le groupe européen le plus important. La plupart d'entre eux étaient venus de l'Extrême-Orient russe, où, avec le soutien des Japonais, les Blancs avaient maintenu une présence jusqu'à l'automne 1922.

## Historique
À la fin du XIXe siècle, le gouvernement impérial russe commença à déplacer la majorité de ses investissements vers le nord-est de la Chine, en Mandchourie. Il y développa le chemin de fer de l'Est chinois d'abord dans le Heilongjiang, reliant Harbin à Vladivostok, puis à Port Arthur, actuel Lüshunkou, sur la péninsule du Liaodong. En conséquence, le commerce de la Chine avec son voisin du nord a explosé. Dès qu'il y eut un service régulier de ferry entre Vladivostok et Shanghai, les marchands de thé russes commencèrent à s'installer dans la capitale commerciale de la Chine. En 1905, environ 350 citoyens russes résidaient dans la Concession internationale de Shanghai. Afin de protéger leurs intérêts, un consulat russe a été ouvert en 1896. L'ancien bâtiment du consulat, toujours occupé par les diplomates russes, fait partie des points de repère mineurs du Bund (Shanghai).
La majeure partie de la communauté russe en exil a quitté Vladivostok pour s'installer à Shanghai après la chute du  gouvernement provisoire de Priamour à la fin de la guerre civile russe. À elle seule, l'escadrille de l'amiral Oskar Viktorovitch Stark a ramené plusieurs milliers de Russes blancs de Vladivostok en 1922. De nombreux Russes de Harbin, attirés par l'économie florissante de Shanghai, se sont installés dans la Concession internationale de Shanghai au cours des années suivantes. Empêchés par la distance et l'argent de rejoindre les communautés établies à Paris et à Berlin, un grand nombre d'entre eux se sont dirigés vers Shanghai, un port franc à l'époque, qui ne nécessitait ni visa ni permis de travail pour entrer. C'est pour cette même raison qu'elle est devenue plus tard un refuge pour les Juifs fuyant les nazis (voir ghetto de Shanghai).

## Conditions de vie

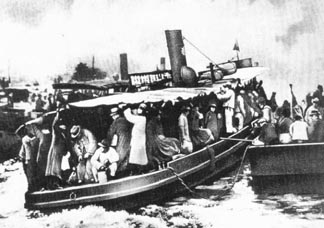
Un groupe d'émigrés russes arrivant à Shanghaï. Photographie tiré du journal Shankhaiskaya zarya, 23 février 1930.

Bien qu'ils soient libres et relativement en sécurité, les conditions de vie des émigrés sont loin d'être idéales. D'une part, ils étaient tous apatrides, le gouvernement soviétique ayant révoqué la citoyenneté de tous les exilés politiques en 1921. Le seul document de voyage dont disposaient la plupart d'entre eux était le passeport Nansen, délivré par la Société des Nations. Contrairement aux autres étrangers présents en Chine, ils ne bénéficiaient pas des avantages conférés par l'extraterritorialité, qui leur accordait l'immunité vis-à-vis des lois locales. S'ils étaient arrêtés, ils étaient jugés selon la loi chinoise[réf. souhaitée].
Cette situation était aggravée par les obstacles aux possibilités d'emploi, qui, dans cette ville internationale, exigeaient au minimum une bonne maîtrise de l'anglais ou du français. Des familles entières dépendaient de leurs épouses ou de leurs filles qui gagnaient leur vie comme danseuses de taxi (partenaires de danse loués). Une enquête menée par la Société des Nations en 1935 aurait révélé que quelque 22 % des femmes russes de Shanghai âgées de 16 à 45 ans se livraient à la prostitution dans une certaine mesure.
Certaines ont trouvé un travail professionnel, en enseignant la musique ou le français. D'autres femmes ont travaillé comme couturières, vendeuses et coiffeuses. De nombreux hommes sont devenus des soldats de carrière du Régiment russe de Shanghai, la seule unité professionnelle permanente au sein du Corps des volontaires de Shanghai. Lentement, et malgré les nombreuses difficultés, la communauté a non seulement conservé une bonne dose de cohésion mais a commencé à s'épanouir, tant sur le plan économique que culturel. Au milieu des années 1930, il y avait deux écoles russes, ainsi qu'une variété de clubs culturels et sportifs. Il y avait des journaux en langue russe et une station de radio. L'église orthodoxe russe locale, sous la direction de Jean de Shanghaï, jouait également un rôle important.
De nombreux exilés ont ouvert des restaurants dans le quartier connu sous le nom de Petite Russie (autour de l'avenue Joffre, aujourd'hui Middle Huaihai Road, dans la Concession française de Shanghai), contribuant au développement de la cuisine locale de style occidental Haipai. Les musiciens russes (tels qu'Oleg Lundstrem) ont réussi à dominer l'orchestre de la ville, dirigé par des étrangers. Le chanteur russe le plus célèbre, Alexandre Vertinski, a quitté Paris pour s'installer à Shanghai, et Fédor Chaliapine a été vu en tournée. Vladimir Tretchikoff (en), le « roi du kitsch », a passé sa jeunesse dans la ville. Des professeurs russes proposent des cours de théâtre et de danse. Margot Fonteyn, la ballerine anglaise, a étudié la danse à Shanghai dans son enfance avec des maîtres russes, dont l'un, George Gontcharov, avait auparavant dansé avec le Bolchoï à Moscou.
Mais c'est la contribution des femmes russes à l'industrie du spectacle, dans la danse et ailleurs, qui a donné à la ville sa réputation exotique, relevée dans les guides de l'époque. Un portrait romancé de leur situation difficile est présenté dans le film de James Ivory, La Comtesse blanche (2005). Ceux qui restaient ont fait l'objet de campagnes sérieuses de la Société des Nations et d'autres organisations pour mettre fin à la « traite des Blanches ».

## Pendant l'occupation japonaise

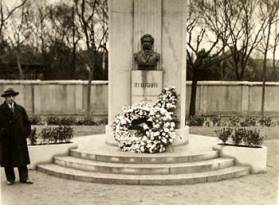
Buste de Pouchkine en 1937.

En 1932, environ 25 000 Russes vivaient à Shanghai. Pour certains ce n'était qu'une étape vers les États-Unis. D'autres s'y établirent, et un nouvel afflux arriva après 1934, lorsque les Japonais commencèrent à occuper la Mandchourie. 
Les Japonais ont créé un bureau pour les émigrés russes, qui leur a fourni les papiers d'identité nécessaires pour vivre, travailler et voyager. Les Russes de Shanghai ont dû choisir entre la citoyenneté soviétique et l'apatridie par le biais du bureau. Les Russes apatrides étaient officiellement favorisés par le régime, mais en réalité, on ne leur faisait pas confiance et ils étaient exposés à un grand risque d'être arrêtés comme espions de l'Union soviétique. Ils étaient également souvent enrôlés dans l'armée pour travailler le long de la frontière avec l'Union soviétique. Après 1941, lorsque l'Allemagne nazie a envahi l'Union soviétique au cours de l'opération Barbarossa, ils se sont retrouvés dans une situation encore plus délicate. Pour séparer les Russes antisoviétiques des Russes soviétiques, les premiers ont reçu l'ordre de porter un badge aux couleurs du tsar - plus tard un disque blanc numéroté en aluminium.

## Après la Seconde Guerre mondiale
Les Russes de Shanghai ont survécu aux jours difficiles de l'occupation japonaise, mais ont fini par partir avec l'avancée des communistes. Ils ont été contraints de fuir, d'abord vers un camp de réfugiés sur l'île de Tubabao aux Philippines, puis principalement vers les États-Unis et l'Australie ; toutefois, beaucoup se sont installés à Hong Kong. Les monuments russes de Shanghai n'ont pas échappé aux ravages de la révolution culturelle. La statue de Pouchkine, financée par une souscription publique et inaugurée à l'occasion du centenaire de la mort du poète, a été brisée par les gardes rouges en 1966. Elle a ensuite été restaurée en 1987. La cathédrale orthodoxe Saint-Nicolas, consacrée et ornée de fresques en 1933, a été transformée en usine de machines à laver, puis en restaurant. Le gouvernement municipal a mis fin au bail de la cathédrale au profit du restaurant en 2004. Le bâtiment est devenu une librairie en 2019.
Dans le film britannique de 1967 La Comtesse de Hong-Kong, écrit et réalisé par Charlie Chaplin, Sophia Loren joue le rôle de l'enfant unique d'aristocrates russes qui se sont échappés, pendant la révolution russe, à Shanghai, où elle est ensuite née. Ses parents y sont morts quand elle avait treize ans ; à quatorze ans, elle était la maîtresse d'un gangster. Lorsqu'on lui demande comment elle est venue vivre à Hong Kong, elle répond : « Eh bien, il y a eu une autre guerre, une autre révolution - alors nous sommes ici ».
Il a aussi existé un ghetto à Shanghai avec une population de réfugiés juifs, dont certains pouvaient avoir une ascendance russe, mais ces deux ensembles de réfugiés ne doivent pas être confondus.
Depuis la fin des années 1980, une communauté russe d'expatriés s'est installée à Shanghai et Huailai Lu est devenu le centre de la communauté expatriée russe du vieux Shanghai.